# Ґутув (Великопольське воєводство)
Ґутув (пол. Gutów) — село в Польщі, у гміні Острув-Велькопольський Островського повіту Великопольського воєводства.
Населення — 357 осіб (2011).

## Демографія
Демографічна структура станом на 31 березня 2011 року:
|          | Загалом | Допрацездатний вік | Працездатний вік | Постпрацездатний вік |
| -------- | ------- | ------------------ | ---------------- | -------------------- |
| Чоловіки | 165     | 43                 | 109              | 13                   |
| Жінки    | 192     | 51                 | 103              | 38                   |
| Разом    | 357     | 94                 | 212              | 51                   |